# Конир-Озек
Кони́р-Озе́к (каз. Қоңырөзек) — село у складі Успенського району Павлодарської області Казахстану. Адміністративний центр Конирозецького сільського округу.
Населення — 599 осіб (2021; 766 у 2009, 1036 у 1999, 1336 у 1989).
Національний склад станом на 1989 рік:
- українці — 37 %
- казахи — 23 %

До 2006 року село називалось Павловка.